# Pojang de Goguryeo
 (signalé en mai 2025).
Si vous disposez d'ouvrages ou d'articles de référence ou si vous connaissez des sites web de qualité traitant du thème abordé ici, merci de compléter l'article en donnant les références utiles à sa vérifiabilité et en les liant à la section « Notes et références ».
- Archive Wikiwix
- Bing
- Cairn
- DuckDuckGo
- E. Universalis
- Gallica
- Google
- G. Books
- G. News
- G. Scholar
- Persée
- Qwant
- (zh) Baidu
- (ru) Yandex
- (wd) trouver des œuvres sur Wikidata

Le roi Pojang de Goguryeo (hangeul : 보장왕 ; hanja : 寶藏王 ; RR : Bojang-wang ; MR : Pojang-wang) est un souverain coréen du royaume de Koguryŏ, mort en 682. Il règne de 642 à 668, placé sur le trône par le chef militaire Yeon Gaesomun. Il est destitué à la chute de son royaume à la suite d'une alliance de la Chine des Tang et du royaume coréen de Silla qui mène à la Guerre Koguryo–Tang de 645 à 668.